# Škulj (priimek)
Škulj je priimek več znanih Slovencev:
- Aleksander Škulj (*1934), teniški igralec
- Damjan Škulj (*1975), dr. matematike, družboslovni informatik
- Edo Škulj (1941-2024), teolog in muzikolog, cerkvenoglasbeni leksikograf, biograf in bibliograf
- Franc Škulj (1870-1950), šolnik, narodnoobrambni delavec
- Irena Škulj (*1946), teniška igralka
- Jola Škulj (*1947), literarna komparativistka/teoretičarka
- Karel Škulj (1883-1958), duhovnik, gospodarski organizator, politik
- Karmen Škulj (*1967), teniška igralka
- Oskar Škulj (1912-1995), glasbeni šolnik, dirigent, čebelar
- Slavko Škulj (1957-2015), arhitekt, ljubitelj in restavrator starih avtomobilov
- Stanko Škulj (1902-1945), zdravnik
- Špela Škulj (*1982), fotografinja